# 日本国憲法第90条
日本国憲法 第90条（にほんこく（にっぽんこく）けんぽう だい90じょう）は、日本国憲法の第7章にある条文であり、会計検査院・国会の決算検査について規定している。

## 条文
日本国憲法、e-Gov法令検索。

第九十条
国の収入支出の決算は、すべて毎年会計検査院がこれを検査し、内閣は、次の年度に、その検査報告とともに、これを国会に提出しなければならない。
② 会計検査院の組織及び権限は、法律でこれを定める。

## 沿革

### 大日本帝国憲法
東京法律研究会 p.14

第七十二條
國家ノ歳出歳入ノ決算ハ會計檢査院之ヲ檢査確定シ政府ハ其ノ檢査報告ト倶ニ之ヲ帝國議會ニ提出スヘシ
會計檢査院ノ組織及職權ハ法律ヲ以テ之ヲ定ム

### 憲法改正要綱
なし

### GHQ草案
「GHQ草案」、国立国会図書館「日本国憲法の誕生」。

#### 日本語
第八十四条
会計検査院ハ毎年国家ノ一切ノ支出及歳入ノ最終的会計検査ヲ為シ内閣ハ次年度中ニ之ヲ国会ニ提出スヘシ
会計検査院ノ組織及権限ハ国会之ヲ定ムヘシ

#### 英語
Article LXXXIV.
A final audit of all expenditures and revenues of the Sate shall be made annually by a board of audit and submitted by the Cabinet to the Diet during the fiscal year immediately following the period covered.
The organization and competency of the board of audit shall be determined by the Diet.

### 憲法改正草案要綱
「憲法改正草案要綱」、国立国会図書館「日本国憲法の誕生」。

第八十六
国ノ収入支出ノ決算ハ凡テ毎年会計検査院之ヲ検査シ内閣ハ次年度ニ於テ其ノ検査報告ト共ニ之ヲ国会ニ提出スベキコト
会計検査院ノ組織及権限ハ法律ヲ以テ之ヲ定ムベキコト

### 憲法改正草案
「憲法改正草案」、国立国会図書館「日本国憲法の誕生」。

第八十六条
国の収入支出の決算は、すべて毎年会計検査院がこれを検査し、内閣は次の年度に、その検査報告とともに、これを国会に提出しなければならない。
会計検査院の組織及び権限は、法律でこれを定める。

### 帝国憲法改正案
「帝国憲法改正案」、国立国会図書館「日本国憲法の誕生」。

第八十六条
国の収入支出の決算は、すべて毎年会計検査院がこれを検査し、内閣は、次の年度に、その検査報告とともに、これを国会に提出しなければならない。
会計検査院の組織及び権限は、法律でこれを定める。

## 解説
第2項の法律とは、会計検査院法である。

## 大日本帝国憲法との関連
大日本帝国憲法第72条には以下の規定が存在していた。

第七十二條
國家ノ歳出歳入ノ決算ハ會計檢査院之ヲ檢査確定シ政府ハ其ノ檢査報告ト倶ニ之ヲ帝國議會ニ提出スヘシ
會計檢査院ノ組織及職權ハ法律ヲ以テ之ヲ定ム

比較してみると直ちに理解できる通り、現行の日本国憲法90条は上記の大日本帝国憲法72条を口語訳し、「帝國議會」を「国会」と改めるなどの制度上の整合性を持たせた上でほぼ踏襲した形となっている。両憲法間において、このように強い影響関係をもつ例は数少ない。また、両憲法に共通するいわゆる「憲法上の機関」は天皇・摂政・衆議院・国務大臣・裁判所およびこの会計検査院の6例のみとなっている。